# Peale-Delfin
Der Peale-Delfin (Cephalorhynchus australis; Synonym: Lagenorhynchus australis), im englischen Sprachgebrauch auch als Black-chinned Dolphin (Schwarzkinndelfin) bekannt, ist ein kleiner Delfin, der im Gebiet um Feuerland, der Südspitze Südamerikas, beheimatet ist. Er gehört zu den Schwarz-Weiß-Delfinen (Cephalorhynchus).
Die Art ist nach dem US-amerikanischen Naturforscher Titian Ramsay Peale benannt.
Der Peale-Delfin hat einen robusten Körperbau mit einem kurzen, starken Kiefer. Die in der Körpermitte sitzende Finne ist hoch und gebogen. Im Ober- und Unterkiefer sitzen 29–34 stiftartige Zähne.
Die Körperfarbe ist komplex und individuell verschieden: Das Gesicht (Lippen und Kinn) sowie die Oberseite des Rückens sind dunkel, die ebenfalls dunkle Finne (Rückenflosse) ist an der hinteren Seite heller. Dieser meist graue Fleck geht fließend in die dunkle Farbe über. Ein dunkler Streifen erstreckt sich am hinteren Teil des Rückens diagonal zur Körpermitte, wobei er zwei hellgraue Areale trennt-ein großes an der Vorderseite und ein kleineres an den Flanken. Die Unterseite des Bauches und die Körperpartie um die Flipper sind weiß. Ein dunkler Streifen von der Mundecke zur Genitalöffnung und trennt so die grauen Seiten vom weißen Unterbauch.
Diese Delfinart hält sich in Küstennähe auf, meist vom 38° S im Südwestatlantik, über Cape Horn bis nördlich im 33° S in den südöstlichen Pazifik. Peale-Delfine sind die häufigsten Delfine entlang des südlichen Patagoniens, Tierra del Fuego und sie bewohnen auch die Steilküsten der Falklandinseln. Auch in den Tidengewässern und Kelpwäldern ist er anzutreffen. Die bevorzugte Wassertemperatur liegt bei 15 °C.
Meistens sind diese Zahnwale in Gruppen von 2 bis 7 bis hin zu 20 und vor allem im Sommer und Herbst in 100 Tiere zählenden Familienverbänden unterwegs. Sie werden häufig beim Patrouillieren in flachen Küstengewässern beobachtet. Trotz ihrer langsam anmutenden Gestalt sind Peale-Delfine aktive Schwimmer (springen aus dem Wasser und spielen in der Nähe von Booten), reiten Wellen und schwimmen Zick-Zack durchs Wasser. Oft schließen sich Peale-Delfine mit Commerson-Delfinen zusammen.

## Merkmale
Der Peale-Delfin erreicht ausgewachsen eine Länge von 2,10 Metern bei einem Gewicht von etwa 115 Kilogramm. Das Gesicht und das Kinn der Tiere sind dunkelgrau, der Rücken weitgehend schwarz mit jeweils einer weißen Linie auf beiden Seiten, die sich kurvig den Rücken entlangzieht. Der Bauch ist weiß. Hinter den Brustflossen (Flipper) haben sie außerdem einen weißen Fleck und an den Flanken befindet sich oberhalb der Flipper ein grau-weißes Feld. Die Rückenfinne ist relativ groß, die Flipper sind eher klein und spitz zulaufend. Auch die Fluke läuft in zwei spitze Enden aus und hat eine Einschnürung in der Mitte. Bei Sichtung aus größerer Entfernung besteht vor allem Verwechslungsgefahr mit dem Schwarzdelfin (Lagenorhynchus obscurus).

## Verbreitung

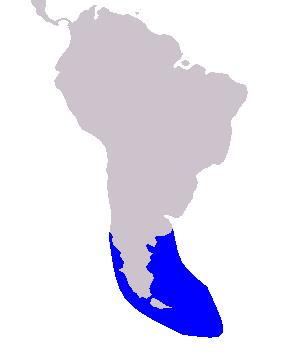
Verbreitung

Der Peale-Delfin ist ein Endemit in den Küstengewässern um das südliche Südamerika. Dabei liegt die bislang nördlichste Sichtung auf der pazifischen Seite bei Valdivia in Chile am 38. Breitengrad südlicher Breite. Auf der atlantischen Seite werden die Tiere etwa bis zum 44. Grad gesichtet, auf der Höhe des Golfo San Jorge in Argentinien. Nach Süden reicht das Gebiet bis in die Drake-Straße bei etwa 60° südlicher Breite.
Sie bevorzugen offensichtlich Gewässer mit starker Tidenströmung oder Strömungen an Meerengen und Kanälen. Über die Populationsgröße ist nichts bekannt.

## Verhalten
Peale-Delfine sammeln sich in kleinen Gruppen mit durchschnittlich fünf bis 20 Tieren, selten lassen sich auch Schulen mit bis zu 100 Tieren sehen, vor allem im Sommer und Herbst. Dabei schwimmen die Tiere meisten hintereinander entlang der Küste. Normalerweise schwimmen sie relativ langsam, können jedoch abrupt beschleunigen.

## Bedrohung und Schutz
Da die Peale-Delfine häufig nahe der Küste schwimmen und nur einen recht kleinen Bereich nutzen, sind sie relativ leicht zu fangen. Besonders in den 1970er und 1980er Jahren wurden tausende der Tiere durch chilenische Fischer getötet und als Köder für die Krabbenfischerei genutzt. Diese Praxis hat zwar abgenommen, wurde jedoch nie verboten. In Argentinien verfangen sich viele Delfine in Fischernetzen, über genaue Zahlen ist allerdings nichts bekannt. Vor allem Walschutzorganisationen wie die Whale and Dolphin Conservation Society mahnen an, dass diese Art zwingend besser erforscht werden muss.